# Wanganui Airport
Port lotniczy Wanganui (ang. Wanganui Airport) – lotnisko w nowozelandzkim Wanganui położone na południe od rzeki Whanganui, ok. 4 km od centrum miasta. Port został otwarty w 1954, a pierwszych pasażerów przyjął w listopadzie tegoż roku. We wrześniu 2013 Air New Zealand ogłosiło, że nie będzie już korzystać z lotniska od 24 grudnia 2013.